# Handel’s Naturalisation Act 1727
An Act for naturalizing Louis Sechehaye, George Frideric Handel, Anthony Furstenau and Michael Schlegel (13 Geo. I) war ein Act of Parliament des Parlaments von Großbritannien aus dem Jahre 1727, welches den deutschen Komponisten Georg Friedrich Händel und andere Ausländer zu britischen Untertanen machte. Später erhielt es den Kurztitel Handel’s Naturalisation Act 1727.

## Hintergrund

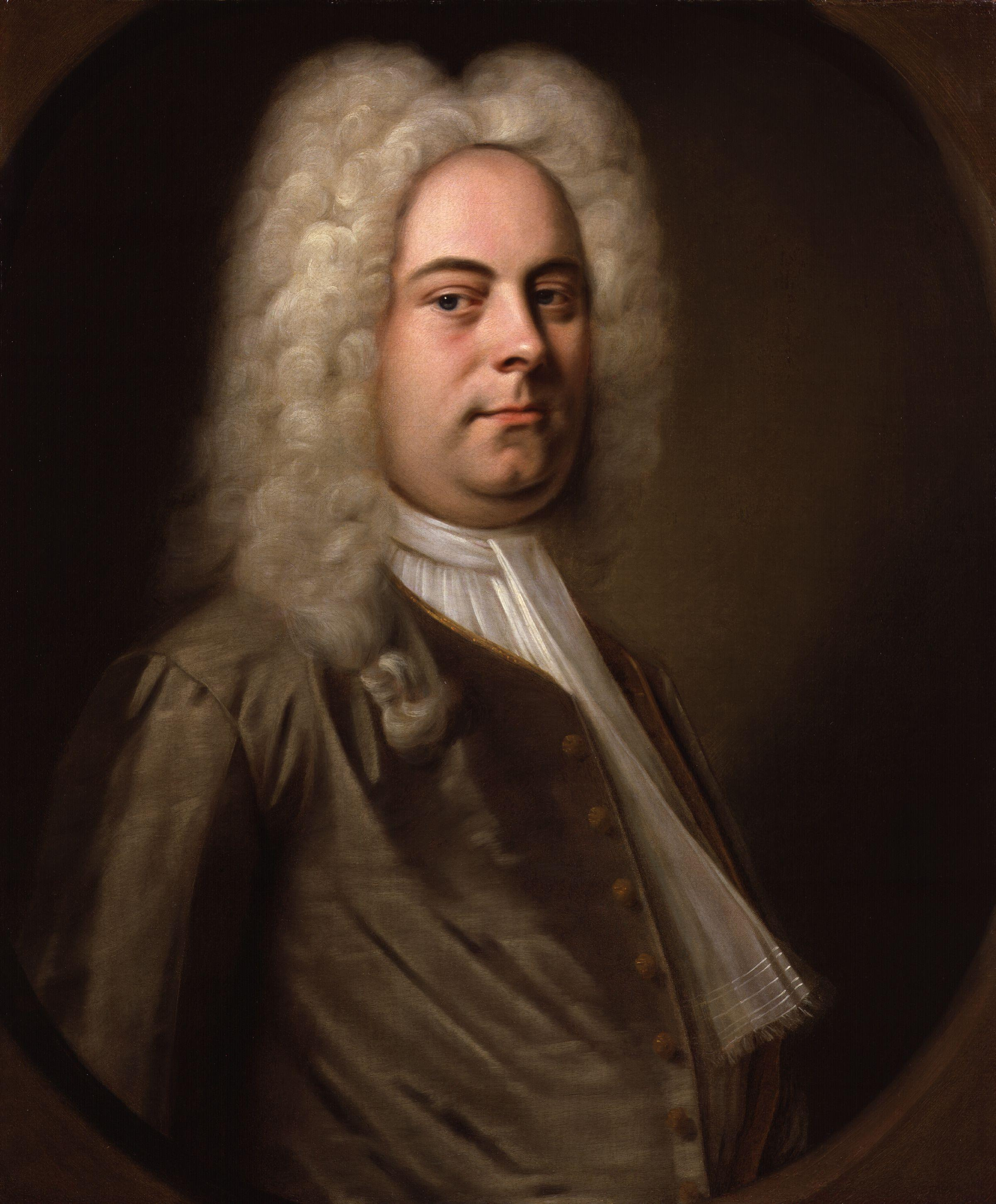
Georg Friederich Händel

1723 ernannte König Georg I. Händel zum Komponisten der Chapel Royal. Es wurde auch erwartet, dass er die Prinzessinnen der königlichen Familie unterrichtete. Der Schism Act 1714 verbot Ausländern, ohne eine bischöfliche Lizenz zu unterrichten. Es gab aber Ausnahmen für die Erziehung von Kindern des Adels.

## Verfahren
Am 13. Februar 1727 wurde im House of Lords eine Petition vorgelegt, dass man Händel den Status eines britischen Untertanen verleihen möge. Die Petition wurde an ein Lords committee verwiesen. Damit die Petition gültig wurde, musste Händel den Suprematseid sowie den Treueeid ablegen und in die Church of England eintreten. Die Petition wurde angenommen und dem Parlament als Private Bill vorgelegt. Es wurde an einen Gesetzentwurf zur Einbürgerung von Louis Sechehaye und anderen hinzugefügt. Vor der zweiten Lesung legte Händel die beiden Eide vor dem House of Lords ab. Die Bescheinigung über die Aufnahme in die Church of England legte er ebenfalls vor. Es wurde aber angedeutet, dass er den Glauben nur annahm, um mit dem Gesetz übereinzustimmen und weiter Elemente des Luthertum beibehielt. Das Gesetz wurde vom Parlament verabschiedet und erhielt einige Tage später die Royal Assent. Damit waren Händel und die anderen im Gesetz genannten Untertanen des Königreich Großbritannien.